# Colotyphus
Colotyphus — український блек-метал колектив із Заходу України заснований 2015 року.

## Історія гурту
Colotyphus як one-man band був заснований у місті Рівне в січні 2015 року гітаристом та вокалістом дез-метал бенду «Rise Of The Cadaver» — Геннадієм Ковріжних («Monolith»).
22 березня 2015-го на лейблі Sendust Records відбувся реліз першого альбому, інструментального LP «Forgotten In The Past», основною тематикою композицій якого були війна, смерть, відчуження, спустошення та ностальгія за забутим віками минулим.
Початком концертної діяльності вважається 13 червня 2015 року — відколи в проекті з'явилося ще три учасники, а саме Роман Сапожніков («Morvudd») — бас, та декілька лайв музикантів, після цього відбувся невеликий концерт-презентація дебютного альбому у Рівному. Згодом у складі постійно відбувалися зміни та врешті-решт вокалістом став засновник проекту, Monolith.
З оновленим складом та більш великою програмою вже за місяць Colotyphus відіграв на фестивалі Apophis Open Air. До кінця 2015 року колектив виступив на різних концертах та фестивалях у Тернополі, Києві, Рівному, Одесі, Чорноморську тощо, та вирушив у студію для запису наступного альбому.
У січні 2016 року команда додає у своє звучання клавішні в особі концертного менеджера групи — Катерини Катарсис («Todestrieb») та бере участь у кількох виступах, зокрема в «Oskorei Midvinter». Навесні того ж року в Tyrania Studio Colotyphus — Monolith, Morvudd та Todestrieb — записує наступний альбом.
22 березня 2017 року на польському лейблі Werewolf Promotion гурт випустив 2-й повноформатний альбом, названий «Остання подорож зневіреної душі» (англ. «Spiritual Journey of a forlorn Soul»).

## Склад гурту
- Геннадій «Monolith» Ковріжних — вокал, гітара.
- Сергей "Lirr" Велиар — гітара.
- Eerie Cold - гітара
- Dyvozor — клавіші.
- Sttg -  бас гітара
- «Lycane» — ударні

## Дискографія

### Альбоми
- «Forgotten in the Past» (2015)
- «Остання подорож зневіреної душі» (2017)

### EP, Сингли
- «At the Eternal Horizon» (2015)
- «Last gust of wind» (Promo 2016)
- «Through Eternity» (Single 2018)